# Voskressenski
Voskressenski - Воскресенский (rus) - és un khútor del krai de Krasnodar, a Rússia. Es troba a la vora esquerra del riu Tsibanova, que desemboca a la mar Negra. És a 8 km al nord d'Anapa i a 130 km a l'oest de Krasnodar.
Pertany al poble de Tsibanobalka.